# 楠田薫
楠田 薫（くすだ かおる、1921年3月25日 - 2012年6月1日）は、日本の女優。本名は内野 薫。福岡県出身。夫は大学教授の内野和夫。

## 来歴・人物
十文字高等学校卒業。
1938年、日活に入社し。
1939年に『女性の力』でデビュー。
興亜映画、瑞穂劇団を経て、1946年に俳優座に入団。
1971年、劇団内でベテランの域にあったが、中村敦夫、原田芳雄ら若手らの動きに同調して退団。
2012年6月1日、死去。

## 出演作品

### 映画
- 善魔（1951年）
- 恋文裁判（1951年）
- 愛と憎しみの彼方へ（1951年） - アイヌの娘
- 我が家は楽し（1951年）
- 悲劇の将軍 山下奉文（1953年）
- 魅せられたる魂（1953年）
- 広場の孤独（1953年）
- ママの日記（1954年）
- 森は生きている（1956年）
- 雌花（1957年）
- 純愛物語（1957年）- 小島教官 役
- 心と肉体の旅（1958年）
- 錆びたナイフ（1958年）
- 夫婦百景（1958年）
- 貴族の階段（1959年）
- 鑑賞用男性（1960年）
- ひとりぼっちの二人だが（1962年）
- 裸体（1962年）
- 肉体の盛装（1964年）
- 男嫌い (1964年)
- 五瓣の椿（1964年）
- 警視庁物語 自供（1964年）- 川井里江 役
- 火の太鼓（1966年）
- 命果てる日まで（1966年）
- 傷だらけの天使（1966年）
- 野菊のごとき君なりき（1966年）
- ある少女の告白 純潔（1968年） - 本田のぶ江 役
- 無宿人御子神の丈吉 牙は引き裂いた（1972年）
- 修羅雪姫（1973年）
- 桜の代紋（1973年）
- 女囚さそり 701号怨み節（1973年）
- 四畳半色の濡衣（1983年）
- 結婚案内ミステリー（1985年） - 貝塚八重 役
- 噛む女（1988年） - 文江 役

### テレビドラマ
- 東芝日曜劇場（KR、HBC、CBC）
  - 第75回「椎茸と雄弁」（1958年）
  - 第88回「敏腕記者」（1958年）
  - 第107回「故郷の月」（1958年）
  - 第781回「初恋」（1971年）
  - 第974回「遠い花火」（1975年）
- 雪と花嫁さん（1961年、NHK）
- 人生劇場（1965年、CX）
- 連続テレビ小説（NHK)
  - おはなはん（1966年） - 速水てる 役
  - マー姉ちゃん（1979年） - 前島ウララ 役
- 松本清張シリーズ / 熱い空気（1966年、KTV） - 稲村春子 役
- まごころ（1966年、NET）
- これが青春だ 第9話「ラブレター旋風」（1967年、NTV） - 木下恭子の母
- 平四郎危機一発 第17話「愛と悲しみの街」（1967年、TBS）
- あいつの季節（1969年、TBS）
- キイハンター （TBS）
  - 第192話「亡霊が招く華麗な墓場」（1971年）
  - 第207話「黒猫と死者の結婚式」（1972年） - 古賀比佐
  - 第245話「エロチカ! 口紅殺人事件」（1972年）
- 木枯し紋次郎 第8話「一里塚に風を断つ」（1972年、CX）
- 怪談 第10話「雪おんな」（1972年、MBS） - まき
- 金曜ドラマ / 白い影（1973年、TBS） - 行田律子
- アイフル大作戦 第18話「キャーッ! 夏休みお化け大会」（1973年、TBS）
- 花の生涯（1974年、NTV）
- 怪奇ロマン 君待てども（1974年、円谷プロ） - 伊吹武夫の母
- 破れ傘刀舟 悪人狩り 第14話「暗黒街のメス」（1974年、NET） - おたき
- バーディ大作戦 第40話「ミイラ連続殺人事件」（1975年、TBS・東映）
- 夫婦旅日記 さらば浪人（1976年、CX） - たか 役
- Gメン'75 (TBS・東映)
  - 第40話「硫酸とビキニの女」（1976年)
  - 第246話「女子大学入試殺人事件」（1980年）
  - 第312話「口紅連続殺人事件」（1981年）
- 大江戸捜査網 第290話「恐怖の無差別殺人」（1977年、12ch） - 汐見屋おかつ
- 破れ奉行 第33話「深川奉行危機一髪！」（1977年、テレビ朝日・中村プロ） - お加代
- 水戸黄門（TBS / C.A.L）　
  - 第8部 第27話「熱湯に浸った悪い奴 -別府-」（1978年1月16日） - お峰
  - 第9部 第5話「黄門様のそっくりさん -仙台-」（1978年9月4日） - 浅岡の局
  - 第11部 第20話「出世を願った嫁いびり -行田-」（1980年12月29日） - 多喜
  - 第12部 第11話「献上塩昆布にかけた意地 -大坂-」（1981年11月9日） - おたき
  - 第13部 第13話「真実を尽した妻の愛 -高野-」（1983年1月10日） - おふで
  - 第17部 第6話「悲願仇討ち傘女房 -岐阜-」（1987年10月5日） - 志津
- 特捜最前線 （ANB・東映）
  - 第139話「消えた子連れ刑事!」（1979年）
  - 第195話「殺人メロディーを聴く犬!」（1981年）
  - 第212話「地図を描く女!」（1981年）
  - 第257話「母…」（1982年）
  - 第275話「望郷I・凶悪のブルーハワイ!」（1982年）
  - 第276話「望郷II 帰らざるワイキキビーチ!」（1982年）
  - 第426話「海外特派員殺人ミステリー!」（1985年）
- 銀河テレビ小説 / ガラスのうさぎ（1980年、NHK）
- 大岡越前（TBS /

C.A.L）
- - 第7部 第11話「裏切りの悲恋十手」（1983年7月4日） - たか
  - 第9部 第23話「兵助に隠し子がいた！」（1986年3月31日） - お藤
- 大奥 第42話「少女達の不良白書」（1983年、KTV）
- ザ・サスペンス / 生きていた男（1984年、TBS）
- 火曜サスペンス劇場 / 描かれた女（1985年、NTV）
- 私鉄沿線97分署 第73話「同窓会でダブルパンチ!?」（1986年、ANB・国際放映）
- 月曜ワイド劇場 / 萩・津和野レディスホテル（1986年、ANB）
- 化身（1987年、KTV）
- 若大将天下ご免! 第3話「命の担保は千葉道場!」（1987年、ANB）
- 暴れん坊将軍III 第14話「春の宴に舞う女」（1988年、ANB/東映） - こま
- 裸の大将放浪記 第59話「清が誘拐されサァ大変」（1993年、KTV）
- 土曜ドラマ / ランタナの花咲くころに（1996年、NHK）

### 舞台
- 検察官
- 女学者
- 研究会
- 礼服
- かもめ
- 三人姉妹
- わが家
- イワーノフ
- 華やぎの糸

### 吹き替え
- 太陽がいっぱい（ポポヴァ夫人） ※日本テレビ版